# Труд (стадион, Подольск)
«Труд» — многофункциональный спортивный комплекс в подмосковном Подольске вместимостью 11 962 зрителя. В 2009, с 2011 по май 2017 и с 2018 года до перехода в М-Лигу являлся основной домашней ареной для футбольного клуба «Витязь», выступавшего сначала в первом дивизионе ПФЛ (будущей ФНЛ), затем во Втором дивизионе ПФЛ и Третьем дивизионе / ЛФЛ лиги «А» (позднее Чемпионата Московской области), лиги «Б» с 2022 года относящейся к Четвёртому дивизиону. В 2020 году он проводит лишь часть матчей. Также был домашней ареной для ФК «Авангард» Подольск в 2009 году. В 2012 году сыграли матч смоленский ФК «Днепр» и мурманский ФК «Север» из-за занятости стадиона в Смоленске. В 2014 году один матч также провел ПФК ЦСКА, поскольку основной на тот момент стадион «Арена Химки» был дисквалифицирован на одну кубковую игру. На нем также играют множество любительских команд. Также в 2019 года играл женский футбольный клуб «Подольчанка». В 2024 году футбольный клуб «Калуга» провёл домашний матч на «Труде» из-за неготовности поля на калужской арене. Крупнейший стадион Чемпионата Московской области по футболу среди мужских команд и Первого женского дивизиона в зоне «Запад». С 2025 года на постоянной основе домашние матчи проводит ФК Велес Москва

## История

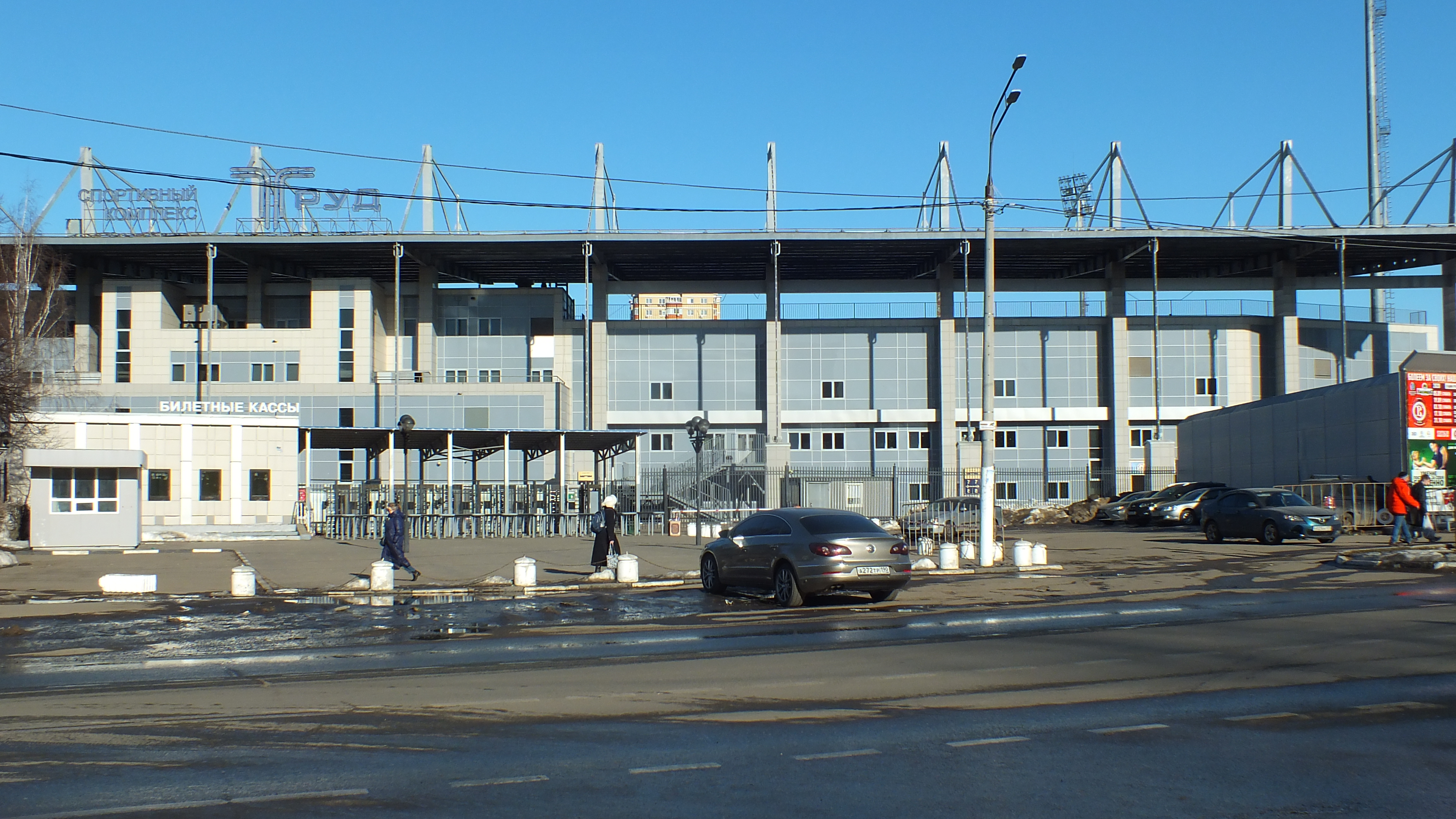
Интерьер стадиона «Труд», вид с улицы Климента Готвальда

Стадион в Центральном районе Подольска был открыт в 1961 году. Обладая вместимостью 22 500 зрителей, являлся крупнейшим в Московской области. В 1980 году единственный из подмосковных стадионов принял эстафету олимпийского огня московской Олимпиады.
В середине 1990-х годов состояние спортивного сооружения было признано аварийным, и в 1996 году оно было закрыто на реконструкцию, в ходе которой было полностью перестроено. Изначально планировалось провести капитальный ремонт и увеличить вместимость трибун до 35 тысяч. Однако проект реконструкции изменился, и было решено на месте старых трибун построить новый стадион, но вскоре строительство было заморожено. В 2006 году работы по возведению арены были возобновлены.
Обновлённый стадион был вновь открыт 13 сентября 2008 года. Первый официальный матч состоялся 28 марта 2009 года: на поле в рамках первого тура Первенства Первого дивизиона встречались «Витязь» и «Носта».

## Инфраструктура
Под трибунами стадиона располагается шесть спортивных залов, предназначенных для занятий единоборствами (греко-римская борьба), хореографией, общей физической подготовкой, игровыми видами спорта (волейбол, баскетбол и гандбол), шейпингом, а также зал кардиотренажёров.
Вокруг поля располагаются 8 беговых дорожек, а также сектора, предназначенные для проведения соревнований по всем легкоатлетическим видам.

## Международные матчи
Помимо игр первенства и Кубка России с участием «Витязя», «Авангарда» (в 2009 году) и ПФК ЦСКА на стадионе проходили и международные матчи. 22 марта 2012 года в рамках четвертьфинала женской Лиги чемпионов «Россиянка» принимала соперниц из клуба «Турбине», представляющего Потсдам. Встреча завершилась победой немок, со счётом 3:0. Также весной 2012 года на стадионе своих соперников по отборочному этапу чемпионата Европы 2013 принимала национальная женская сборная. 31 марта состоялась игра с Македонией, в которой россиянки добились разгромной победы 8:0, а 4 апреля — встреча с представительницами Италии.

## Характеристики
- Количество трибун: 2 (полностью крытые)
- Общая вместимость: 11 962
- Газон: искусственный
- Табло: жидкокристаллическое табло 6х3 метра
- Освещение: 1200 люкс

## Адрес
- Россия, Московская область, Подольск, улица Готвальда, д. 4.

## Интересные факты
- Трибуны стадиона носят названия «Богатырская» (восточная) и «Знатная» (западная)[5][нет в источнике].
- Фан-сектора стадиона располагаются по краям трибун и называются «Дружина» (для болельщиков «Витязя»), «Былинный» (для болельщиков команды гостей) и «Витязи» (для воспитанников спортивной школы «Витязя»)[5][нет в источнике].
- Центральные сектора носят названия «алтынные», «рублевые», «червонные» (в зависимости от стоимости билетов)[5][нет в источнике].